# 高锰酸镉
高锰酸镉是一种无机化合物，化学式为Cd(MnO4)2，它可以形成六水合物Cd(MnO4)2·6H2O。

## 制备
高锰酸镉可由硫酸镉和高锰酸钡反应，除去硫酸钡沉淀后，溶液在暗处结晶得到：
Ba(MnO4)2 + CdSO4 → Cd(MnO4)2 + BaSO4↓
七氧化二锰和氧化镉（或氢氧化镉）反应，也能制得高锰酸镉。

## 性质
高锰酸镉六水合物在61~62 °C失水，于90 °C恒温可以得到无水物。无水物在108 °C开始分解：
Cd(MnO4)2 → CdMnO3 + MnO2 + 3/2 O2↑